# American Music Awards de 2000
O American Music Awards de 2000 foi realizado em 17 de janeiro de 2000, no Shrine Auditorium, em Los Angeles, nos Estados Unidos. A cerimônia foi apresentada pelo comediante canadense Norm Macdonald. A premiação reconheceu os álbuns e artistas mais populares do ano de 1999.

## Apresentações
| Artista              | Canção                                                | Apresentado por     |
| -------------------- | ----------------------------------------------------- | ------------------- |
| Mariah Carey Joe Nas | "Thank God I Found You"                               | —                   |
| 'N Sync              | "Bye Bye Bye"                                         | Norm Macdonald      |
| Brooks & Dunn        | "Hurt Train"                                          | Norm Macdonald      |
| Christina Aguilera   | "I Turn to You" What a Girl Wants"                    | LFO                 |
| Eurythmics           | "I Saved the World Today" "Here Comes the Rain Again" | Norm Macdonald      |
| Enrique Iglesias     | "Rhythm Divine"                                       | Norm Macdonald      |
| Dr. Dre Eminem       | "Forgot About Dre"                                    | Dru Hill            |
| Beck                 | "Mixed Bizness"                                       | Melissa Joan Hart   |
| Savage Garden        | "I Knew I Loved You"                                  | Norm Macdonald      |
| Eve Faith Evans      | "Love Is Blind"                                       | Lou Bega            |
| Lonestar             | "Amazed"                                              | Norm Macdonald      |
| Creed                | "Higher"                                              | Norm Macdonald      |
| Brian McKnight       | "Back at One"                                         | Norm Macdonald      |
| Lenny Kravitz        | "American Woman"                                      | Christina Applegate |

## Vencedores e indicados
Os vencedores estão listados em negrito.
| Cantor de Pop/Rock Favorito (apresentado por Bill Maher e Caroline Rhea)                                                                      | Cantora de Pop/Rock Favorita (apresentado por Warren G e Kenny G)                                        |
| --- | --- |
| - Will Smith - Lenny Kravitz - Ricky Martin                                                                                                   | - Shania Twain - Whitney Houston - Britney Spears                                                        |
| Banda/Dupla/Grupo Pop/Rock Favorito (apresentado por Tal Bachman e Britney Spears)                                                            | Álbum de Pop/Rock Favorito (apresentado por Melissa Etheridge e Kelsey Grammer)                          |
| - Backstreet Boys - 'N Sync - Santana | - Supernatural - Santana - Millennium - Backstreet Boys - ...Baby One More Time - Britney Spears         |
| Artista Revelação de Pop/Rock Favorito (apresentado por Thomas Gibson e Carmen Electra)                                                       | Artista Revelação de Country Favorito (apresentado por Kelly Martin e Ty Herndon)                        |
| - Britney Spears - Kid Rock - Jennifer Lopez                                                                                                  | - Montgomery Gentry - Sara Evans - SHeDAISY                                                              |
| Cantor de Country Favorito (apresentado por Reba McEntire)                                                                                    | Cantora de Country Favorita (apresentado por Trace Adkins e Montgomery Gentry)                           |
| - Garth Brooks - Tim McGraw - George Strait                                                                                                   | - Shania Twain - Faith Hill - Martina McBride                                                            |
| Banda/Dupla/Grupo de Country Favorito (apresentado por Sara Evans e John Michael Montgomery)                                                  | Álbum de Country Favorito (apresentado por SHeDAISY)                                                     |
| - Brooks & Dunn - Diamond Rio - Dixie Chicks                                                                                                  | - Double Live - Garth Brooks - Fly - Dixie Chicks - Always Never the Same - George Strait                |
| Cantor de Soul/R&B Favorito (apresentado por Tyrese, Jessica Simpson e Julio Iglesias Jr.)                                                    | Cantora de Soul/R&B Favorita (apresentado por Ginuwine e Guy)                                            |
| - R. Kelly - Busta Rhymes - Ginuwine | - Lauryn Hill - Brandy - Whitney Houston                                                                 |
| Banda/Dupla/Grupo de Soul/R&B Favorito (apresentado por DMX e Melanie C)                                                                      | Álbum de Soul/R&B Favorito (apresentado por Jane Leeves e Bill Goldberg)                                 |
| - TLC - Dru Hill - K-Ci & JoJo | - The Miseducation of Lauryn Hill - Lauryn Hill - My Love Is Your Love - Whitney Houston - FanMail - TLC |
| Artista Revelação de Soul/R&B Favorito (apresentado por Queen Latifah e Christopher "Kid" Reid)                                               | Artista de Rap/Hip-Hop Favorito (apresentado por Deborah Cox e Tommy Lee)                                |
| - Tyrese - Eve - 702 | - DMX - Jay-Z - Juvenile                                                                                 |
| Artista Adulto Contemporâneo Favorito | Artista de Musica Alternativa Favorito                                                                   |
| - Phil Collins - Cher - Shania Twain | - Red Hot Chili Peppers - Kid Rock - Limp Bizkit                                                         |
| Artista de Musica Latina Favorito (apresentado por Ricky Schroder e Amy Grant)                                                                | Trilha Sonora Favorita                                                                                   |
| - Ricky Martin - Enrique Iglesias - Jennifer Lopez                                                                                            | - Wild Wild West - Austin Powers: The Spy Who Shagged Me - Runaway Bride                                 |
| Prêmio Artista da Década (Votado pelos fãs)                                                                                                   | Prêmio de Mérito (apresentado por Andy Garcia)                                                           |
| - 1950: Elvis Presley - 1960: The Beatles - 1970: Stevie Wonder - 1980: Michael Jackson - 1990: Garth Brooks (apresentado por Norm Macdonald) | Gloria Estefan                                                                                           |
| Prêmio Conjunto da Obra (apresentado por Olivia Newton-John)                                                                                  | |
| Mariah Carey | |